# Kruszczewo
Kruszczewo [pronunciación en polaco: /kruʂˈt͡ʂɛvɔ/] es un pueblo situado en el distrito administrativo de Gmina Stara Białun, dentro del distrito de Płock, voivodato de Mazovia, en el centro-este de Polonia. Se encuentra aproximadamente 6 kilómetros al noreste de Białun, 10 kilómetros al norte de Płock, y 99 kilómetros al noroeste de Varsovia.